# Grzegorz Jabłoński (bokser)
Grzegorz Jabłoński (ur. 10 marca 1966 w Prostkach) – polski bokser, olimpijczyk z Seulu 1988.
Zawodnik boksujący w wadze koguciej, piórkowej i lekkiej.

## Kariera sportowa
Jako junior w roku 1984 zdobył tytuł wicemistrza Europy juniorów w wadze piórkowej.
Mistrz Polski w wadze lekkiej w latach 1985, 1992 oraz w wadze piórkowej w latach 1990, 1991.
Uczestnik mistrzostw świata w roku 1989 i mistrzostw Europy w roku 1991.
Na igrzyskach w Seulu wystartował w wadze koguciej. Odpadł w eliminacjach (został sklasyfikowany na 17. miejscu).
Dwukrotny zwycięzca Turnieju im. Feliksa Stamma w latach 1987 (kategoria piórkowa) i w 1990 (kategoria lekka).
Zawodnik klubów: Mazur Ełk (1980-1984), GKS Jastrzębie (1985-1987, 1990), Legia Warszawa (1988-1992), Hetman Białystok (1991, 1993), Zagłębie Konin (1992).
Stoczył 250 walk, z których 212 wygrał, 36 przegrał, a 2 zremisował.